# Großes Dresdner Stollenmesser

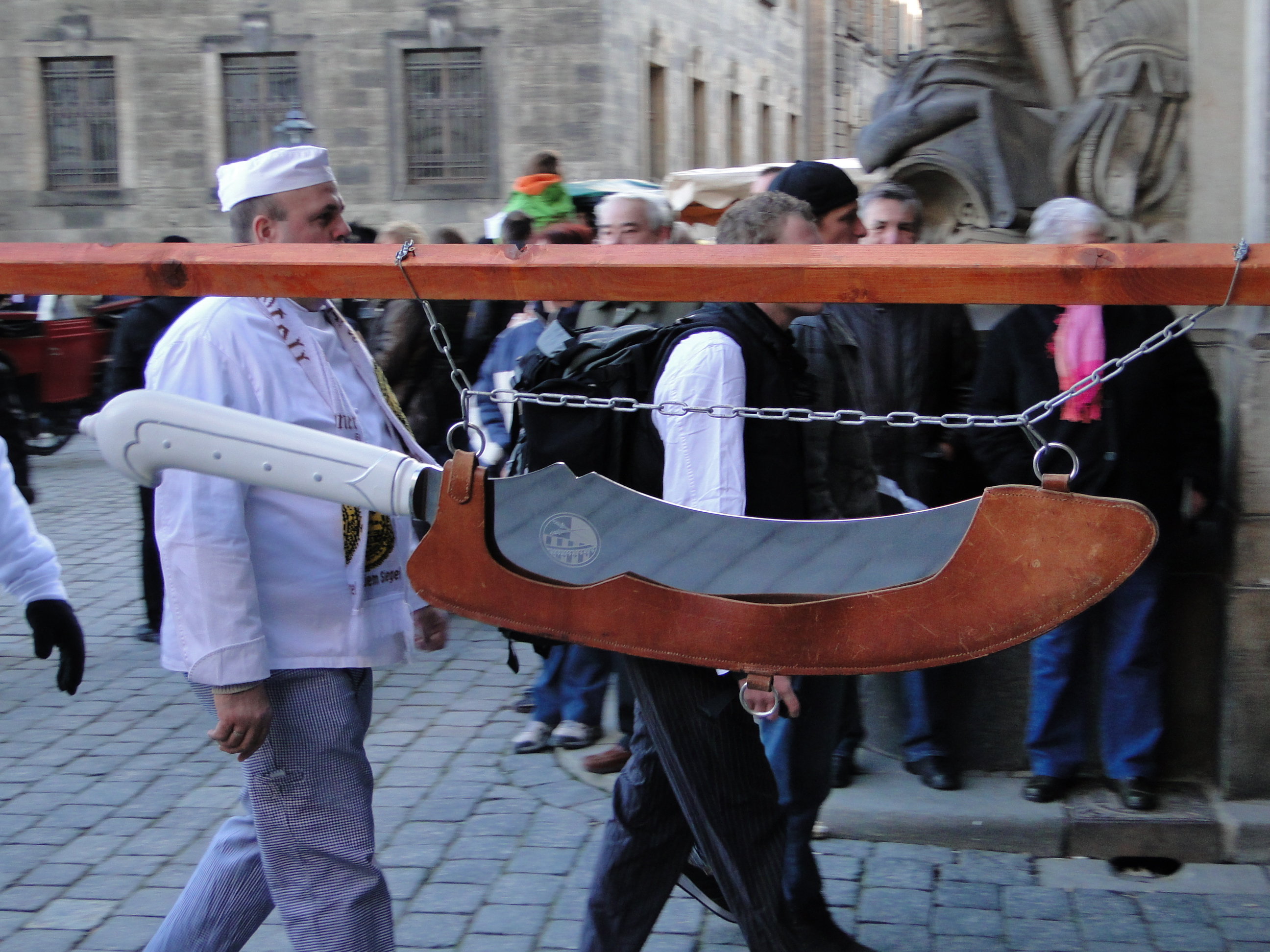
Transport der Nachbildung des Stollenmessers während des Dresdner Stollenfestes 2011

Das Große Dresdner Stollenmesser war ein im 18. Jahrhundert geschaffenes Riesenmesser, das bis 1945 zum Bestand der Hofsilberkammer der Wettiner gehörte.

## Geschichte

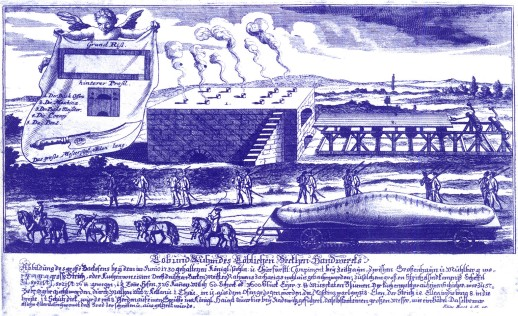
Der Zeithainer Riesenstollen mit dem Stollenmesser auf einem Kupferstich von Elias Back (1730)

Das Stollenmesser stammt aus der Zeit des sächsischen Kurfürsten und Königs von Polen August der Starke. Der kunstsinnige und prunkliebende Herrscher veranstaltete während seiner Regierungszeit zahlreiche Feste, darunter das Zeithainer Lustlager, welches als bedeutendstes Barockfest in Sachsen gilt. Das Fest fand vom 31. Mai bis zum 28. Juni 1730 in der Nähe von Zeithain bei Riesa statt.
Zu den zahlreichen Höhepunkten des Festes gehörte die Präsentation eines nach historischen Überlieferungen 1,8 Tonnen schweren, 18 Ellen langen und 8 Ellen breiten Riesen-Stollens, welcher vom Dresdner Bäckermeister Andreas Zacharias unter Mithilfe von 60 Bäckergesellen geschaffen wurde. Für dieses Spektakel hatte Oberlandbaumeister Matthäus Daniel Pöppelmann eigens einen Ofen gebaut, von welchem der Stollen mit Hilfe eines von acht Pferden gezogenen Wagens vom Backhaus Mühlberg aus in Augusts Lager gebracht worden war. Für den Anschnitt des Backwerks  nutzte man das für dieses Fest geschaffene „Große Stollenmesser“, ein 1,6 Meter langes Küchengerät aus Sterlingsilber.
Nach Abschluss des Lustlagers kam das Große Dresdner Stollenmesser in die Hofsilberkammer des Dresdner Schlosses und gehörte dort zu den Prunkstücken der Sammlung. Die Hofsilberkammer befand sich in einigen unmittelbar an das Grüne Gewölbe angrenzenden Räumen und diente der Aufbewahrung wertvoller Silbergerätschaften für Hoffeste und den Küchenbereich. Hier war es bis zum Sturz der Monarchie während der Novemberrevolution untergebracht und ging dann 1919 zusammen mit den kompletten Dresdner Kunstsammlungen in Staatsbesitz über.

## Verbleib
Im Rahmen des Vertrages über die Auseinandersetzungen des Freistaates Sachsen und dem vormaligen Königshause vom 21. Juli 1924 wurde dem Fürstenhaus Wettin die komplette Hofsilberkammer, darunter auch das Große Dresdner Stollenmesser und das Große Kuchenmesser zugesprochen. Die Wettiner verbrachten ihr Eigentum daraufhin nach Schloss Moritzburg. In den letzten Wochen des Zweiten Weltkriegs wurden diese Kunstschätze von Ernst Heinrich von Sachsen und einigen engen Vertrauten in verschiedenen Depots im Raum Moritzburg vergraben bzw. versteckt, um diese vor Plünderungen und der vorrückenden Roten Armee zu verbergen. Seit Ende des Zweiten Weltkriegs gilt das Große Dresdner Stollenmesser als verschollen.

## Nachbildung
Nach 1990 forschte der Heidelberger Kunst- und Kulturexperte Peter Mutscheller mehr als zwei Jahre in Museen, Archiven und Bibliotheken nach den Spuren des Stollenmessers. In diesem Zusammenhang entstand die Idee, das historische Küchenwerkzeug als Kopie nachzubilden. Nach dem historischen Kupferstich Lob und Ruhm des löblichen Bäckerhandwerks von Elias Back, welcher eine Szene des „Zeithainer Lustlagers“ mit dem Bildnis vom „Großen Stollenmesser“ zeigt, und unter Zugrundelegung vorhandener Maßangaben wurde eine Nachbildung des „Großen Dresdner Stollenmessers von 1730“ von sächsischen und Solinger Handwerksbetrieben angefertigt und anlässlich des 1. Dresdner Stollenfestes 1994 erstmals der Öffentlichkeit präsentiert.
Auch seit 1994 gibt es das Große Dresdner Stollenmesser von 1730 als detailgetreue, historische Nachbildung. Es hat aber jetzt eine handliche Größe von etwa 35 Zentimetern. Die Lizenzrechte für Herstellung und Vertrieb erwarb die Silberwarenmanufaktur Koch & Bergfeld in Bremen. Gefertigt werden dort die Ausführungen in Sterlingsilber, 90 Gramm Versilbert und auch mit einem Porzellangriff aus der Sächsischen Porzellan-Manufaktur Dresden in Freital.